# Epifania (Fernando Gallego)
Epifania és una pintura (oli i daurat amb pa d'or sobre fusta) de 136 × 106 cm realitzada per Fernando Gallego cap a 1480-1490, la qual es troba al Museu Nacional d'Art de Catalunya.

## Context històric i artístic
En termes generals, Gallego mostra una inequívoca filiació amb la cultura figurativa de procedència nòrdica, que es palesa objectivament en la utilització d'un repertori visual que amalgama diverses influències. En conjunt, hom es troba davant un llenguatge molt eclèctic que acusa el coneixement d'un registre molt plural d'artistes contemporanis. Entre d'altres, hom pot esmentar els noms de Rogier van der Weyden, Petrus Christus, Konrad Witz, Dirk Bouts i Thierry Bouts, o el Mestre d'Uttenheim, sense desestimar un contacte puntual amb algunes de les solucions adoptades pel gravador i pintor Martin Schongauer (1450-1491). Tanmateix, la presència, més o menys explícita, d'aquests préstecs figuratius no desdibuixa el plantejament força original amb què Gallego aborda el tema de l'Epifania.
Aquesta obra constitueix un episodi pictòric altament significatiu i qualitativament molt notable del quefer creatiu de qui, des de la ciutat de Salamanca (principal epicentre de la seua activitat) va ésser un dels màxims representants de la pintura castellana del darrer terç del segle xv.
El quadre és de procedència desconeguda (tot i que s'ha suggerit que podria vindre de la Catedral Antiga de Salamanca), fou una adquisició de la col·lecció Muntadas de l'any 1956 i el seu número del catàleg del MNAC és el 64084.

## Descripció
A partir d'una interpretació iconogràfica poc convencional, el pintor Fernando Gallego recrea la representació tradicional del tema de l'Adoració dels Reis Mags. Tot i que constitueix una escena molt habitual, l'artista ha estat capaç d'introduir-hi unes determinades citacions figuratives que, si bé no en modifiquen el contingut general, sí que contribueixen a enriquir-ne el discurs. En particular, destaca un dels Reis Mags -Baltasar-, que ha estat representat amb el rostre de color negre, mentre que la Mare de Déu presenta l'Infant a l'adoració dels tres Reis d'Orient i Sant Josep assisteix a l'escena des de segon terme.